# Planetární meze

Planetární meze (2023); oranžové úseky označují překročení hranic, zelené úseky označují bezpečný stav v rámci hranic

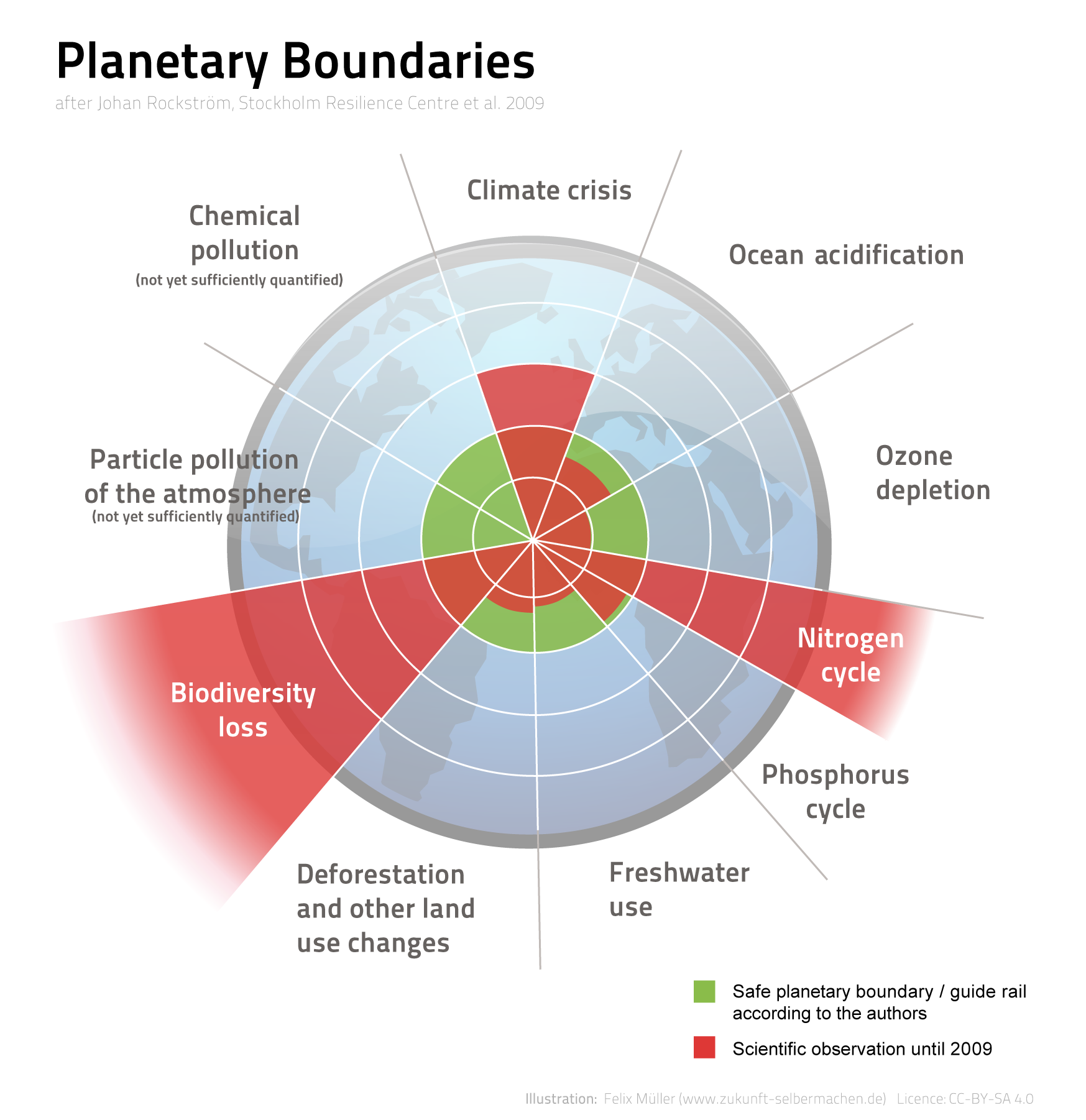
Planetární meze (2009); verze publikovaná na počátku výzkumu

Planetární meze (anglicky: planetary boundaries)  jsou rámcem pro popis limitů dopadů lidské činnosti na zemský systém. Za těmito hranicemi již životní prostředí nemusí být schopno samoregulace. To by znamenalo, že zemský systém opustí období stability holocénu, v němž se vyvinula lidská společnost. Překročení planetární hranice s sebou nese riziko náhlé změny životního prostředí. Rámec vychází z vědeckých důkazů, že činnost člověka, zejména činnost průmyslových společností od průmyslové revoluce, se stala hlavní hnací silou globálních změn životního prostředí. Podle rámce „překročení jedné nebo více planetárních hranic může být škodlivé nebo dokonce katastrofické kvůli riziku překročení prahových hodnot, které spustí nelineární, náhlou změnu životního prostředí v systémech kontinentálního až planetárního měřítka“.
Normativní složkou tohoto rámce je, že lidská společenství byla schopna prosperovat v relativně stabilních klimatických a ekologických podmínkách holocénu. V míře, v jaké tyto hranice procesů zemského systému nebyly překročeny, označují „bezpečnou zónu“ pro lidské společnosti na planetě." Koncepce se od té doby stala vlivnou v mezinárodním společenství (např. Konference OSN o udržitelném rozvoji), včetně vlád na všech úrovních, mezinárodních organizací, občanské společnosti a vědecké komunity." Rámec se skládá z devíti procesů globálních změn. V roce 2009 byly podle Rockströma a dalších tři hranice již překročeny (ztráta biologické rozmanitosti, změna klimatu a koloběh dusíku), zatímco u dalších bezprostředně hrozilo jejich překročení.
V roce 2015 několik vědců z původní skupiny publikovalo aktualizaci, která přinesla nové spoluautory a nové analýzy založené na modelech. Podle této aktualizace byly překročeny čtyři z těchto hranic: změna klimatu, ztráta integrity biosféry, změna půdního systému a změněné biogeochemické cykly (fosforu a dusíku). Vědci také změnili název hranice „ztráta biodiverzity“ na „změna integrity biosféry“, aby zdůraznili, že pro stabilitu zemského systému není důležitý pouze počet druhů, ale také fungování biosféry jako celku. Podobně byla hranice „Chemické znečištění“ přejmenována na „Zavádění nových entit“, čímž se rozšířil záběr o různé druhy materiálů vytvořených člověkem, které narušují procesy zemského systému. Na základě dostupné literatury byl v roce 2022 učiněn závěr, že zavádění nových entit je pátou překročenou planetární hranicí.

## Rámec a zásady
Základní myšlenkou rámce planetárních mezí je, že udržení pozorované odolnosti zemského systému v holocénu je předpokladem pro dlouhodobý sociální a ekonomický rozvoj lidstva. Rámec planetárních mezí přispívá k pochopení globální udržitelnosti, protože se zaměřuje na planetární měřítko a dlouhý časový rámec.
Rámec popisuje devět „planetárních systémů podpory života“, které jsou nezbytné pro udržení „žádoucího holocenního stavu“, a pokouší se vyčíslit, jak daleko bylo sedm z těchto systémů již posunuto. Hranice byly definovány tak, aby pomohly vymezit „bezpečný prostor pro lidský rozvoj“, což je zlepšení oproti přístupům zaměřeným na minimalizaci dopadů člověka na planetu.
Rámec vychází z vědeckých důkazů, že činnost člověka, zejména činnost průmyslových společností od průmyslové revoluce, se stala hlavní hnací silou globálních změn životního prostředí. Podle rámce „překročení jedné nebo více planetárních mezí může být škodlivé nebo dokonce katastrofické kvůli riziku překročení bodů zlomu, které spustí nelineární, náhlou změnu životního prostředí v rámci systémů kontinentálního až planetárního měřítka“. Rámec se skládá z devíti procesů globální změny. V roce 2009 byly dvě hranice již překročeny, zatímco u dalších hrozilo bezprostřední nebezpečí překročení, pozdější odhady naznačily, že tři z těchto hranic – změna klimatu, úbytek biodiverzity a hranice biogeochemických toků – byly zřejmě překročeny.
Vědci nastínili, jak prolomení těchto hranic zvyšuje hrozbu funkčního narušení, dokonce kolapsu biofyzikálních systémů Země způsobem, který by mohl mít katastrofální dopad na blahobyt člověka. I když zdůraznili vědeckou nejistotu, uvedli, že prolomení hranic může „vyvolat zpětné vazby, které mohou vést k překročení prahů, jež drasticky sníží schopnost návratu v rámci bezpečných úrovní“. Hranice byly „hrubé, pouze první odhady, obklopené velkými nejistotami a mezerami ve znalostech“, které se vzájemně ovlivňují složitými způsoby, jež dosud nejsou dobře pochopeny.
Rámec planetárních mezí vytváří základ pro změnu přístupu ke správě a řízení, od v zásadě sektorových analýz mezí růstu zaměřených na minimalizaci negativních externalit k odhadu bezpečného prostoru pro lidský rozvoj. Planetární hranice takříkajíc vymezují „planetární hrací pole“ pro lidstvo, má-li být zabráněno zásadním změnám životního prostředí v globálním měřítku způsobeným člověkem.

## Devět planetárních mezí
| Proces systému Země                | Kontrolní proměnná | Planetární mez | Předindustriální holocenní základní hodnota                           | Horní konec oblasti zvýšeného rizika                                   | Současná hodnota proměnné |
| ---------------------------------- | --- | --- | --------------------------------------------------------------------- | ---------------------------------------------------------------------- | --- |
| 1. Změna klimatu                   | Koncentrace atmosférického CO2 (ppm CO2) | 350 ppm CO2 | 280 ppm CO2                                                           | 450 ppm CO2                                                            | 470 ppm CO2 |
| 1. Změna klimatu                   | Celkové antropogenní radiační působení na horní vrstvy atmosféry (W/m2)                                                                                     | + 1,0 W/m2 | 0 W/m2                                                                | + 1,5 W/m2                                                             | + 2,91 W/m2 |
| 2. Změna integrity biodiverzity    | Genetická diverzita: E/MSY (vyhynutí na milion druhů za rok)                                                                                                | <10 E/MSY ale s aspiračním cílem cca 1 E/MSY (předpokládaná rychlost vymírání na pozadí). | 10 E/MSY                                                              | 100 E/ MSY                                                             | >100 E/MSY |
| 2. Změna integrity biodiverzity    | Funkční integrita: měřeno jako energie dostupná ekosystémům (NPP) (% HANPP)                                                                                 | HANPP (v miliardách tun C ročně) <10 % předindustriální holocenní NPP, tj. >90 % zbývajících pro podporu funkce biosféry | 1,9 % (2σ variabilita předindustriální holocenní střední hodnoty NPP) | 20 % HANPP                                                             | 30 % HANPP |
| 3. Narušení stratosférického ozonu | Koncentrace stratosférického O3 (globální průměr) (DU) | <5% snížení oproti předindustriální úrovni podle zeměpisné šířky (~276 DU) | 290 DU                                                                | 261 DU                                                                 | 284,6 DU |
| 4. Okyselení oceánů                | Koncentrace uhličitanových iontů, průměrný stav nasycení povrchového oceánu vzhledem k aragonitu (Ωarag)                                                    | ≥80% Ωarag průměrného předindustriálního stavu nasycení povrchového oceánu aragonitem, včetně přirozené denní a sezónní proměnlivosti. | 3,44 Ωarag                                                            | 2,75 Ωarag                                                             | 2,8 Ωarag |
| 5. Biogeochemické toky cykly P a N | Fosfáty globálně: tok P ze sladkovodních systémů do oceánu; regionálně: P z hnojiv do erodovatelných půd (Tg P za rok)                                      | Fosfáty celosvětově: 11 Tg P ročně; regionálně: 6,2 Tg P ročně vytěžených a aplikovaných na erodovatelné (zemědělské) půdy. Hranice je globální průměr, ale pro dopady je rozhodující regionální rozložení. | 0 Tg P za rok                                                         | Globálně: 100 Tg P/rok, regionálně 11,2 Tg P/rok                       | Globálně: 22,6 Tg P/rok, regionálně 17,5 Tg P/rok |
| 5. Biogeochemické toky cykly P a N | globální dusík: průmyslová a záměrná fixace N (Tg N za rok)                                                                                                 | Celkové množství dusíku: 62 Tg N za rok. Hranice je globální průměr. Antropogenní biologická fixace N na zemědělských plochách je velmi nejistá, ale odhaduje se v rozmezí ~30 až 70 Tg N za rok. Hranice působí jako globální „ventil“ omezující přísun nového reaktivního N do zemského systému, ale regionální distribuce hnojivého N je pro dopady rozhodující. | 0 Tg N za rok                                                         | 82 Tg N/rok                                                            | 190 Tg N/rok |
| 6. Změny půdního systému           | Globální: plocha zalesněné půdy jako procento původního lesního porostu; biom: plocha zalesněné půdy jako procento potenciálního lesa (% zbývající plochy). | Globální: 75 % hodnot je vážený průměr tří hranic jednotlivých biomů; biomy: tropický, 85 %; mírný, 50 %; boreální: 85 % | 100 %                                                                 | Celosvětově: 54 %; biomy: tropický, 60 %; mírný, 30 %; boreální: 60 %. | Globální: 60 %; tropické: Amerika, 83,9 %; Afrika, 54,3 %; Asie, 37,5 %; mírný pás: Amerika, 51,2 %; Evropa, 34,2 %; Asie, 37,9 %; boreální: Amerika, 56,6 %; Eurasie: 70,3 %. |
| 7. Změny sladké vody               | Modrá voda: narušení toku modré vody způsobené člověkem | Horní hranice (95. percentil) světové rozlohy s odchylkami většími než v předindustriálním období, Modrá voda: 10,2 % | 9,4 % (medián preindustriálních podmínek)                             | 50 % (předběžně)                                                       | 18,2 % |
| 7. Změny sladké vody               | Zelená voda: člověkem způsobené narušení vody dostupné pro rostliny (% plochy půdy s odchylkami od předindustriální variability)                            | Zelená voda: 11,1 % | 9,8 % (medián preindustriálních podmínek)                             | 50 % (předběžně)                                                       | 15,8 % |
| 8. Zatížení atmosféry aerosoly     | Interhemisférický rozdíl v zatížení atmosféry aerosoly | 0,1 (průměrný roční interhemisférický rozdíl) | 0,03                                                                  | 0,25                                                                   | 0,076 |
| 9. Nové entity                     | Podíl syntetických chemických látek uvolněných do životního prostředí bez odpovídajícího testování bezpečnosti                                              | 0 | 0                                                                     | N/A                                                                    | překročeno |

### Změna klimatu
Nejdůležitějšími faktory antropogenních dopadů na energetický rozpočet Země jsou emise skleníkových plynů a aerosolů a změny albedo povrchu. Řídicími proměnnými v rámci jsou roční průměry koncentrace CO2 v atmosféře a změna radiačního působení. Planetární hranice pro koncentraci CO2 v atmosféře je stanovena na 350 ppm a pro radiační působení na 1 Wm−2. V současné době je odhadovaná celková antropogenní efektivní radiační síla 2,91 Wm−2 (odhad na rok 2022, vztaženo k roku 1750) a atmosférická koncentrace CO2 je 417 ppm (roční průměrná hodnota na mořské hladině pro rok 2022), tj. dále mimo bezpečný operační prostor v obou ukazatelích než v poslední aktualizaci planetárních mezí. Hranice 350 ppm by vedla k nižší úrovni antropogenního globálního oteplování, než je mezinárodně dohodnutý cíl 1,5 °C v Pařížské dohodě OSN, ale je v souladu s nedávnými studiemi, které naznačují možnost extrémních dopadů na zemský systém i při oteplení o 1,5 °C, přičemž rizika se výrazně zvyšují již při oteplení o 1 °C.

### Nové entity
Definice této hranice je nyní omezena na skutečně nové antropogenní vlivy do zemského systému. Patří sem syntetické chemické látky (např. mikroplasty, endokrinní disruptory a organické polutanty); antropogenně mobilizované radioaktivní materiály, včetně radioaktivního odpadu a jaderných zbraní; a lidské modifikace evoluce, geneticky modifikované organismy a další přímé zásahy člověka do evolučních procesů. Nové entity slouží jako geologické markery antropocénu. Jejich dopady na zemský systém jako celek však zůstávají z velké části neprozkoumané. Rámec planetárních hranic se zabývá pouze stabilitou a odolností zemského systému, tj. nikoli zdravím člověka nebo ekosystému. Zůstává tedy vědeckou výzvou posoudit, jak velkou zátěž novými entitami systém Země snese, než se nevratně posune do potenciálně méně obyvatelného stavu.
V současné době (2022) se vyrábějí a do životního prostředí uvolňují statisíce syntetických chemických látek. U mnoha látek nejsou dobře známy potenciálně velké a trvalé účinky jejich zavedení na procesy zemského systému, zejména na funkční integritu biosféry, a jejich používání není dobře regulováno. Lidstvo bylo opakovaně překvapeno nezamýšlenými důsledky tohoto uvolňování, např. pokud jde o uvolňování insekticidů, jako je DDT, a vliv chlorofluorouhlovodíků (CFC) na ozonovou vrstvu. Pro tuto třídu nových entit je tedy jediným skutečně bezpečným operačním prostorem, který může zajistit zachování podmínek podobných holocénu, prostor, kde tyto entity chybí, pokud nebyly důkladně vyhodnoceny jejich potenciální dopady s ohledem na zemský systém. To by znamenalo, že kvantifikovaná planetární hranice by měla být stanovena na nulové uvolňování syntetických chemických sloučenin do volného prostředí, pokud nebyly certifikovány jako neškodné a nejsou monitorovány. To je cíl stanovený Montrealským protokolem, pokud jde o látky, u nichž bylo prokázáno, že jsou škodlivé tím, že přispívají k poškozování ozonové vrstvy.
V analýze různých strategií pro stanovení planetární hranice pro nové subjekty byl označen podíl uvolňovaných chemických látek s odpovídajícím posouzením bezpečnosti a monitorováním za kandidátní kontrolní proměnnou. Tato metrika je převzata pro planetární meze. Planetární hranice je pak stanovena při uvolnění 0 % netestovaných syntetických látek do zemského systému. Pokud jsou syntetické látky uvolňované do životního prostředí důkladně testovány, snižuje se následné riziko škodlivých účinků. Tento přístup má samozřejmě své slabiny: Studie bezpečnosti se často zaměřují na úzce definovanou toxicitu a nezachycují „koktejlové účinky“ chemických směsí v životním prostředí ani jejich účinky za specifických podmínek. Procento netestovaných syntetických látek uvolňovaných celosvětově není známo. Podle Persson et al. u chemických látek, které jsou v současné době registrovány podle nařízení EU o registraci, hodnocení, povolování a omezování chemických látek (REACH) (malá podmnožina chemického univerza), se přibližně 80 % těchto chemických látek používalo nejméně 10 let, aniž by dosud prošlo posouzením bezpečnosti. Stejně tak jen málo studií bezpečnosti zohledňuje potenciální účinky na zemský systém. S tak obrovským procentem netestovaných chemických látek uvolňovaných do životního prostředí je takto definovaná hranice nových subjektů zjevně porušena.

### Poškození stratosférické ozonové vrstvy
Úbytek stratosférického ozonu je zvláštním případem souvisejícím s antropogenním uvolňováním nových látek, kdy plynné sloučeniny halogenovaných uhlíků z průmyslu a dalších lidských činností uvolňované do atmosféry vedou k dlouhodobému poškozování ozonové vrstvy Země. Hranice bezpečného operačního prostoru je stanovena na 276 Dobsonových jednotek (DU), tj. umožňuje <5% snížení oproti předindustriální úrovni 290 DU, posuzováno podle zeměpisné šířky. Po ratifikaci Montrealského protokolu v roce 1987 se trend a celosvětový rozsah úbytku ozonu mírně obnovily. Současný (2020) globální odhad činí 284 DU. Lidské narušení úbytku stratosférického ozonu se tedy snížilo a nyní se nachází v bezpečném provozním prostoru. Hranice vyčerpání ozonové vrstvy je v současnosti překročena pouze nad Antarktidou a jižními vysokými zeměpisnými šířkami a pouze v tříměsíčním australském jaru.

### Zdroje sladké vody
Pro komplexní zohlednění antropogenních změn funkcí sladké vody v zemském systému je tato hranice revidována tak, aby zohledňovala změny v celém koloběhu vody na souši. Jako zástupný ukazatel pro planetární meze je používán průtok v tocích, který reprezentuje modrou vodu (povrchovou a podzemní vodu), a vlhkost půdy v kořenové zóně, která reprezentuje zelenou vodu (vodu dostupnou rostlinám). Kontrolní proměnné jsou definovány jako procento roční globální nezamrzající plochy pevniny s odchylkami průtoku/ vlhkosti půdy v kořenové zóně od předindustriální variability. Složka zelené vody přímo zohledňuje hydrologickou regulaci suchozemských ekosystémů, klima a biogeochemické procesy, zatímco složka modré vody zohledňuje regulaci řek a integritu vodních ekosystémů. Tato hranice navíc nyní zachycuje dopady přírůstku i úbytku vody na zemský systém v měsíčním měřítku a zahrnuje jejich prostorové vzorce.

### Zatížení atmosféry aerosoly
Aerosoly mají v zemském systému mnohočetné fyzikální, biogeochemické a biologické účinky, což je motivuje k jejich zařazení mezi planetární hranice. Antropogenní zatížení aerosoly se zvýšilo. Změny zatížení aerosoly od předindustriálního období u přírodních aerosolů (např. pouštní prach, saze z lesních požárů) je obtížné posoudit kvůli modelovým rozdílům ve znaménku trendů, ale pozorovací důkazy naznačují globální zdvojnásobení depozice prachu od roku 1750. V současné době (2020) je největší světovou oblastí, která je zdrojem prachu Sahara, ale dříve v holocénu byla vegetací porostlou krajinou s mnoha jezery a mokřady (14 500 až 5000 př. n. l.). Předpokládá se, že změny v monzunových srážkách, zahrnující zpětnou vazbu mezi vegetací, prachem a klimatem, ukončily „zelenou Saharu“, což vedlo k rozsáhlým přesunům lidských sídel v některých částech Afriky a Asie.
Kvantifikaci planetární hranice zatížení aerosoly ztěžuje jejich mnohočetné přírodní a lidmi způsobené zdroje, rozdíly v chemickém složení, sezónnosti a době života v atmosféře, a z toho vyplývající velmi velká prostorová a časová heterogenita v distribuci a klimatických a ekologických dopadech aerosolů. Nicméně optická hloubka aerosolů (AOD) představuje obecnou kontrolní veličinu pro zatížení aerosoly. AOD je integrovanou mírou celkového snížení slunečního světla dopadajícího na zemský povrch způsobeného veškerou absorpcí a rozptylem ve vertikálním sloupci vzduchu. Na základě důkazů o dopadech velké AOD na regionální srážky nad jižní Asií stanovili Steffen et al. předběžnou regionální planetární hranici AOD = 0,25 (0,25 až 0,5) na základě toho, že vyšší hodnoty AOD v monzunových oblastech pravděpodobně vedou k výrazně nižším srážkám, což v konečném důsledku ovlivňuje integritu biosféry. Průměrná roční hodnota AOD v jižní Asii je v současnosti přibližně 0,3 až 0,35. Současná hodnota pro oblast východní Číny je 0,4. Zatížení aerosolem v těchto regionech tedy pravděpodobně překročilo regionálně definovanou hranici, ovšem s velkou nejistotou. K určení, zda je tato regionálně definovaná hranice použitelná i jinde, chybí údaje a hodnocení dopadů aerosolu na klima a ekosystémy. Globální průměrná hodnota AOD je v současnosti 0,14, přičemž v některých regionech je mnohem vyšší a má velmi silné gradienty od pevniny k otevřenému oceánu.

### Ztráta biologické rozmanitosti
Jedná se o relativně pomalu běžící proces, nemá zlomové body. Navrhovaným indikátorem je počet druhů, které vyhynou za rok na milion druhů (navrhovaná hranice 10, realita je 100, předindustriální hodnota byla 0,1 – 1). Česká republika je na tom v oblasti biodiverzity velmi špatně. V poslední době se největší pozornost věnuje mořské biodiverzitě, ukazuje se, že značně trpí, především nadměrným rybolovem, mění se tím systém potravního řetězce a vztahy v rámci celého ekosystému, není přesně jasné, k jaké změně dojde, ale jistě to bude mít za následek výrazné ochuzení celé biodiverzity.
Biologicky bohatší se stávají města (více než zemědělská krajina). Na 10. zasedání konference smluvních stran Úmluvy o biologické rozmanitosti (Convention on Biological Diversity - CBD) v Nagoji v roce 2010 se ustanovilo celkem 20 cílů , jedním z nich je, že 17 % celosvětového území by měly být přírodní rezervace, zavádějí se mořské rezervace (cíl 10 %), dnes je celých 50 % mořských korálů do určité míry poškozeno antropogenní činností (acidifikace, vliv turistiky atd.), ale podle předpokladů se dokáží regenerovat. OSN za účelem ochrany biologické rozmanitost zřídila Mezivládní platformu pro biologickou rozmanitost a ekosystémové služby (Inter governmental panel for biodiversity and economic services - IPBES).

### Biogeochemické toky fosforu a dusíku
Biogeochemické toky odrážejí antropogenní narušení globálních cyklů prvků. V současné době se v tomto rámci uvažuje o dusíku (N) a fosforu (P), protože tyto dva prvky představují základní stavební kameny života a jejich globální cykly byly výrazně změněny v důsledku zemědělství a průmyslu. Antropogenní dopady na globální koloběh uhlíku jsou stejně zásadní, ale řeší se v rámci hranic integrity klimatu a biosféry. Další prvky by se mohly dostat do centra pozornosti v rámci této hranice, jak bude postupovat porozumění narušení koloběhu prvků člověkem. V případě N i P je předmětem zájmu antropogenní uvolňování reaktivních forem do půdy a oceánů, protože změněné toky živin a poměry prvků mají zásadní vliv na složení ekosystémů a dlouhodobé účinky na zemský systém. Některé z dnešních změn se projeví až v evolučním časovém měřítku, zatímco jiné již ovlivňují klima a integritu biosféry.
Pro P jsou zachovávány hranice na regionální úrovni a globální hranice navržené Steffenem et al. Globální hranicí pro P je trvalý tok 11 Tg P ročně ze sladké vody do oceánu, aby se zabránilo rozsáhlé anoxii. Nadále je využívána studie, použitá pro aktualizaci rámce planetárních mezí v roce 2015, tedy odhadovaných 22 Tg P za rok. Hranice na regionální úrovni je stanovena na tok 6,2 Tg P ročně z hnojiv do erodovatelných půd, aby se zabránilo rozsáhlé eutrofizaci sladkovodních ekosystémů. Současná míra aplikace P v hnojivech na ornou půdu činí 17,5 Tg P ročně, ačkoli spotřeba P roste a v jiných studiích byly zaznamenány mnohem vyšší odhady až 32,5 Tg P ročně. Globální i regionální hranice pro P jsou tedy překročeny. Planetární hranicí pro N je míra aplikace záměrně fixovaného N do zemědělského systému ve výši 62 Tg N za rok. V současné době činí aplikace průmyslově fixovaného N hnojiv 112 Tg N za rok. Kvantifikace antropogenní biologické fixace N v souvislosti se zemědělstvím je velmi nejistá, ale nejnovější odhady se pohybují v rozmezí ~30 až 70 Tg N ročně. Podle Organizace pro výživu a zemědělství je celkový vnos antropogenně fixovaného N aplikovaného do zemědělského systému ~190 Tg N ročně, takže tato hranice je také globálně překročena.

### Acidifikace oceánu
Kontrolní proměnnou je koncentrace uhličitanových iontů v povrchové mořské vodě (konkrétně Ωarag, průměrný stav nasycení povrchového oceánu aragonitem). Původní hraniční kvantifikace [≥ 80 % předindustriálního globálního průměru Ωarag 3,44 je zachována. Nedávný odhad stanovuje současnou hodnotu Ωarag na ~2,8, což je přibližně 81 % předindustriální hodnoty. Antropogenní acidifikace oceánů se tedy v současnosti nachází na hranici bezpečného operačního prostoru a trend se zhoršuje s tím, jak antropogenní emise CO2 stále rostou.

### Změny využití půdy
Tato hranice se zaměřuje na tři hlavní lesní biomy, které celosvětově hrají největší roli při řízení biogeofyzikálních procesů, tj. tropický, mírný a boreální. Kontrolní proměnná zůstává stejná: zbývající lesní porost v porovnání s potenciální rozlohou lesa v holocénu. Hraniční polohy zůstávají na úrovni 85 %/50 %/85 % pro boreální/temperátní/tropické lesy. Na základě klasifikačních map zemského pokryvu z roku 2019 odvozených ze satelitních pozorování je v roce 2023 stav regionálních biomů podobný jako v roce 2015, i když u většiny regionů se od roku 2015 zvýšila míra odlesnění. Přeměna využití půdy a požáry způsobují rychlé změny rozlohy lesů a odlesňování amazonského tropického lesa se zvýšilo natolik, že nyní překročilo hranici planety. Změny v metodice a technologii používané k odhadu lesního porostu od roku 2015 mohou mít vliv na zde uváděné rozdíly na úrovni biomů ve srovnání s poslední aktualizací. Přesto není pochyb o tom, že plocha lesů na světě se nadále zmenšuje.